# Amomum siamense
Amomum siamense är en enhjärtbladig växtart som beskrevs av William Grant Craib. Amomum siamense ingår i släktet Amomum och familjen Zingiberaceae.
Artens utbredningsområde är Thailand. Inga underarter finns listade i Catalogue of Life.